# König von Deutschland (Album)
König von Deutschland ist das zehnte Soloalbum des deutschen Rappers Eko Fresh. Es wurde am 22. September 2017 über das Label German Dream Empire veröffentlicht und wird von Sony Music vertrieben. Das Album erschien als Standard-Edition sowie als Boxset, inklusive Instrumentals und der Alben Ekaveli II sowie Ek II the Roots.

## Produktion
Das Album wurde hauptsächlich von den Musikproduzenten Phat Crispy, Ear2ThaBeat und Deemah produziert, die insgesamt 13 der 18 Lieder produzierten. Die Musik zu drei Songs stammt von Goldfinger Beatz, während Beatzarre, Malik Quality, die Hitnapperz und Johnny Pepp jeweils ein Instrumental beisteuerten.

## Covergestaltung
Das Albumcover zeigt Eko Fresh, der auf einem Sessel sitzt, einen Anzug mit Krawatte trägt und den Betrachter ansieht. Auf dem Kopf trägt er eine schief aufgesetzte Krone. Im oberen Teil des Bildes befinden sich die weißen Schriftzüge Eko Fresh und König von Deutschland. Der Hintergrund ist dunkelgrau gehalten.

## Gastbeiträge
Auf 13 Liedern des Albums sind neben Eko Fresh insgesamt 27 weitere Künstler vertreten. So hat der Rapper Bushido einen Gastauftritt im Song Gheddo Finale, während auf Bordstein Westfalen die Rapper Kollegah, Farid Bang und Deemah zu hören sind. Der Comedian Khalid Bounouar unterstützt Eko Fresh auf Almanis, und das Stück Kein Limit ist eine Kollaboration mit den Rappern Olexesh, Massiv, Sierra Kidd, DCVDNS und Fiend. Auf Life Goes On arbeitet Eko Fresh mit dem Musiker Nedim Hazar zusammen, während die Hip-Hop-Gruppe Culcha Candela einen Gastbeitrag auf Scheiß egal hat. Der Rapper Ferris MC ist auf Zur Erinnerung Reloaded vertreten, dessen Refrain sich an Ferris’ Song Zur Erinnerung aus dem Jahr 2003 anlehnt. Die Rapper Frauenarzt und Silkk the Shocker sind auf dem Track Taco Bell zu hören, während Was ist mit der Welt passiert eine Zusammenarbeit mit dem Rapper MoTrip und dem Sänger Sebastian Krumbiegel darstellt. Das Stück Mach ma keine Filme ist eine Massenkollabo mit den Schauspielern Kida Ramadan, Frederick Lau, Elyas M’Barek, Sami Nasser sowie den Rappern Sido und Veysel. Weitere Gastauftritte stammen von der Rapgruppe 257ers (Radio), den Rappern Hasan.K und Gringo (Komm in meine Hood rein) sowie dem Musiker Samy (Moment).

## Titelliste
| #  | Titel                         | Gastmusiker                                                           | Produzent                | Länge |
| -- | ----------------------------- | --------------------------------------------------------------------- | ------------------------ | ----- |
| 1  | Intro                         |                                                                       | Goldfinger Beatz         | 3:02  |
| 2  | König von Deutschland         |                                                                       | Phat Crispy, Ear2ThaBeat | 4:07  |
| 3  | Immer noch der Gleiche        |                                                                       | Malik Quality            | 3:29  |
| 4  | Zur Erinnerung Reloaded       | Ferris MC                                                             | Phat Crispy, Deemah      | 3:29  |
| 5  | Der Beste                     |                                                                       | Goldfinger Beatz         | 3:34  |
| 6  | Gheddo Finale                 | Bushido                                                               | Phat Crispy, Deemah      | 4:00  |
| 7  | Komm in meine Hood rein       | Hasan.K, Gringo                                                       | Goldfinger Beatz, Deemah | 3:36  |
| 8  | Bordstein Westfalen           | Kollegah, Farid Bang, Deemah                                          | Deemah                   | 5:41  |
| 9  | Master P                      |                                                                       | Hitnapperz               | 3:03  |
| 10 | Almanis                       | Khalid Bounouar                                                       | Johnny Pepp, Deemah      | 4:04  |
| 11 | Life Goes On                  | Nedim Hazar                                                           | Deemah                   | 3:16  |
| 12 | Scheiß egal                   | Culcha Candela                                                        | Phat Crispy, Ear2ThaBeat | 3:15  |
| 13 | Moment                        | Samy                                                                  | Deemah                   | 2:39  |
| 14 | Taco Bell                     | Frauenarzt, Silkk the Shocker                                         | Phat Crispy, Ear2ThaBeat | 3:45  |
| 15 | Kein Limit                    | Olexesh, Massiv, Sierra Kidd, DCVDNS, Fiend                           | Phat Crispy, Ear2ThaBeat | 4:39  |
| 16 | Was ist mit der Welt passiert | MoTrip, Sebastian Krumbiegel                                          | Phat Crispy              | 4:30  |
| 17 | Mach ma keine Filme           | Kida Ramadan, Frederick Lau, Sido, Elyas M’Barek, Veysel, Sami Nasser | Phat Crispy, Ear2ThaBeat | 3:49  |
| 18 | Radio                         | 257ers                                                                | Beatzarre                | 3:26  |

Bonus-Alben des Boxsets
Ekaveli II
| # | Titel                   | Gastmusiker                                 |
| - | ----------------------- | ------------------------------------------- |
| 1 | Intro                   | Kasinova Tha Don                            |
| 2 | All Eyez on Us          | The Outlawz, Akay                           |
| 3 | Der Himmel ist ein Club |                                             |
| 4 | Mörda                   | Mike Dalien                                 |
| 5 | Desperado               | Veysel, Mr. Capone, TQ                      |
| 6 | Ehrenlose Nacht         | Coolio, Hakan Abi, Gangsta Lu, Ink Monstarr |
| 7 | Westside Don            | Layzie Bone                                 |
| 8 | Drive-By Mucke          | MC Bogy, YGD Tha Top Dogg                   |

Ek II the Roots
| # | Titel              | Gastmusiker                   |
| - | ------------------ | ----------------------------- |
| 1 | Intro              | Stan Spit                     |
| 2 | Streng geheim      |                               |
| 3 | Für HipHop getan   | ABS                           |
| 4 | Slam wieder        | ASD, Onyx                     |
| 5 | The King           | J-Hood, Pillath               |
| 6 | Schlüsselkind 2018 | Cora E, Rah Digga             |
| 7 | All or Nothing     | Xatar, Sauce Money            |
| 8 | Fast Life          | Brudi030, Young Dirty Bastard |

## Chartplatzierungen und Singles
König von Deutschland stieg am 29. September 2017 auf Platz 4 in die deutschen Albumcharts ein und belegte in der folgenden Woche Rang 78, bevor es die Top 100 verließ.
Am 30. Juni 2017 wurde die erste Single König von Deutschland zum Download ausgekoppelt. Die zweite Auskopplung Almanis folgte am 27. Juli und am 18. August erschien Komm in meine Hood rein als dritte Single. Am 8. September wurde der vierte Song Moment veröffentlicht. Zudem erschienen am 28. September bzw. 3. Oktober 2017 Videos zu Was ist mit der Welt passiert und Scheiß egal (in einer Version mit Bass Sultan Hengzt). Am 30. Oktober 2017 folgte ein Musikvideo zum Song Master P.
Des Weiteren wurden Videos zu den Liedern All Eyez on Us, Desperado, Fast Life und Slam wieder gedreht, die auf den Bonusalben des Boxsets enthalten sind.

## Rezeption
| Professionelle Bewertungen | Professionelle Bewertungen |
| -------------------------- | -------------------------- |
| Kritiken                   |                            |
| Quelle                     | Bewertung                  |
| laut.de                    | [ 4 ]                      |
| rappers.in                 | [ 5 ]                      |

Robin Schmidt von laut.de bewertete König von Deutschland mit zwei von möglichen fünf Punkten. Auf dem Album wirke „vieles konstruiert und äußerst vorhersehbar“, wobei Eko Fresh „außer seiner Herkunft oder der schon Jahre andauernden Selbstverherrlichung“ „kaum noch neue Geschichten“ einfielen. Außerdem wird die große Anzahl an Feature-Gästen kritisiert, von denen der überwiegende Teil nicht überzeuge. Lediglich das Lied Der Beste wird „als einer der wenigen innovativen Lichtblicke der Platte“ gelobt.
Yannik Gölz von rappers.in gab König von Deutschland zwei von möglichen sechs Punkten und bezeichnet es als „eines der ermüdendsten Alben des Jahres“. Die Songs wirkten „erzwungen, gewollt, lieblos, uninteressant“ und hätten weder eine „musikalische Vision“ noch ein Konzept oder einen „roten Faden“. „Dass Eko Fresh eigentlich ein recht talentierter Rapper ist, spürt man kaum noch“.